# Michal (jezero)
Michal je umělé vytvořené jezero, které vzniklo jako první z projektů převážně hydrických rekultivací na Sokolovsku. Jedná se o první zbytkovou jámu po těžbě, která byla zatopena a využita jako rekreační areál. Má rozlohu 28,3 ha.
Nachází se zhruba 3 km na jihovýchod od Sokolova, v nadmořské výšce 452 m. Je hluboké maximálně 5,6 m, objem vody činí 857 000 m³.

## Okolí jezera
Západní, jižní a východní břeh je travnatý. Na severním břehu je písčitá pláž a za ní atrakce a správní budovy koupaliště.

## Vodní režim
Lobezský potok, ze kterého bylo jezero napuštěno, protéká 200 m od břehu jihozápadně.

## Historie

### Těžba
V prostoru dnešního jezera probíhala menší těžba hnědého uhlí hlubinným dolem Štěstí Požehnání v letech 1872 až 1924. Roku 1980 byla zahájena těžba povrchových lomem Michal. Těžba uhlí byla ukončena v roce 1991. Po ukončení těžby uhlí byl lom Michal postupně zasypán a důlní činnost v tomto lomu byla ukončena v roce 1995.

### Rekultivace

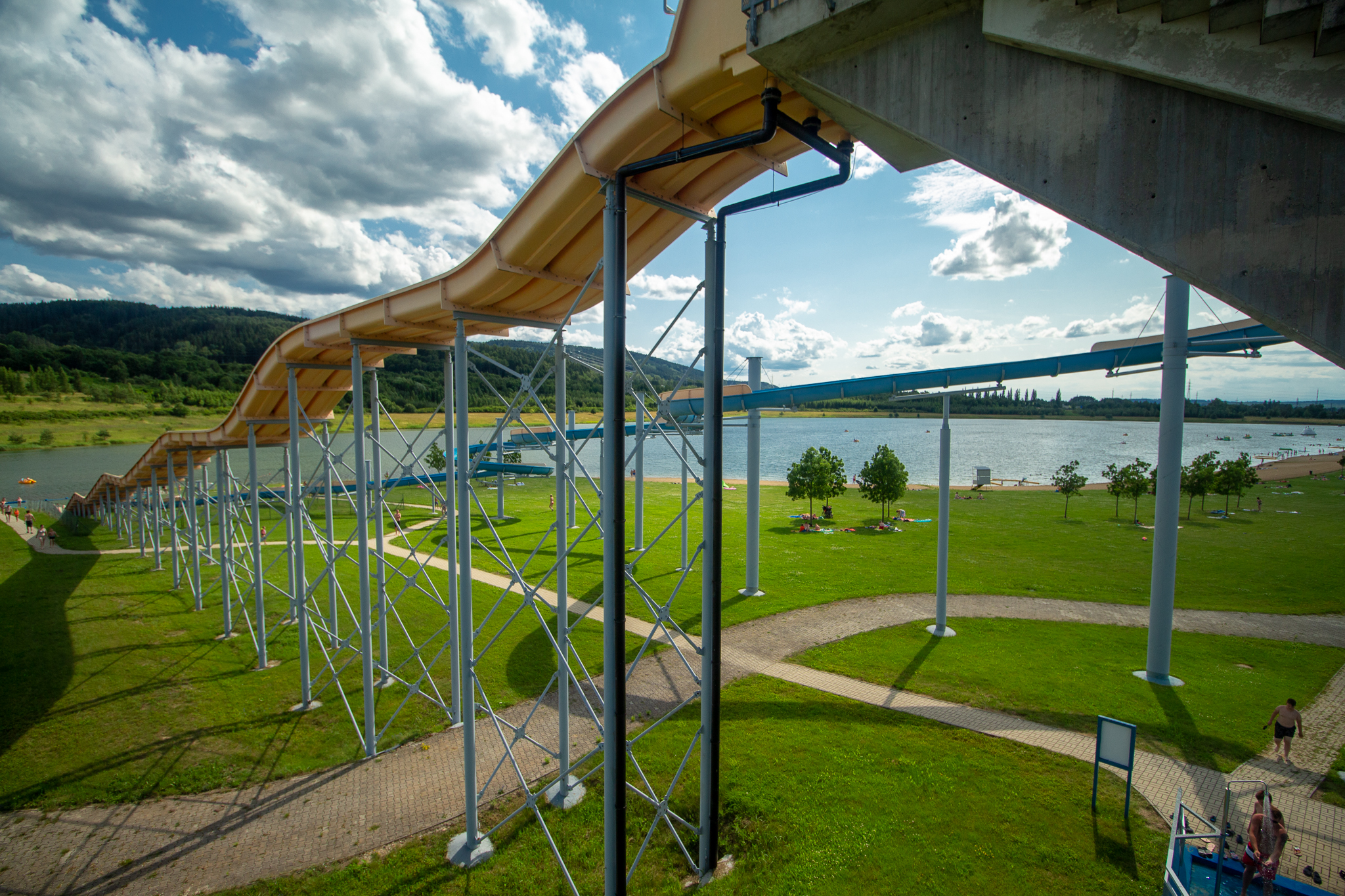
Tobogán na jezeře

Po ukončení těžby následovala likvidace důlní techniky a úpravy budoucího dna jezera. Napouštění bylo ukončeno v roce 2003 a od roku 2004 je areál k dispozici veřejnosti. V krátkém časovém období zde bylo vytvořeno přírodní koupaliště s mnoha atrakcemi. Rozsah zdejších rekultivací činil 109,3 ha, z čehož byly podle typu 13,7 ha zemědělské, 59,6 ha lesnické, 32,1 ha hydrické, 3,9 ha ostatní.